# جعل مقدس
الجعل المقدس (الإسم العلمي:Scarabaeus sacer)، ينتمي الي طائفة الحشرات، ويتبع جنس الجعران من فصيلة الجعليات من رتبة الخنافس.

## الانتشار الجغرافي
يقطن الجعل المقدس الكثبان الرملية الساحلية حول حوض البحر الابيض المتوسط أما في الجزر مثل سردينيا، صقلية، قبرص أو دول شمال إفريقيا مثل مصر، السودان، وجنوب أوروبا وأجزاء من آسيا و من امثلة البلدان أفغانستان، إثيوبيا، فرنسا، إيران، فلسطين، إيطاليا، المغرب، سوريا.

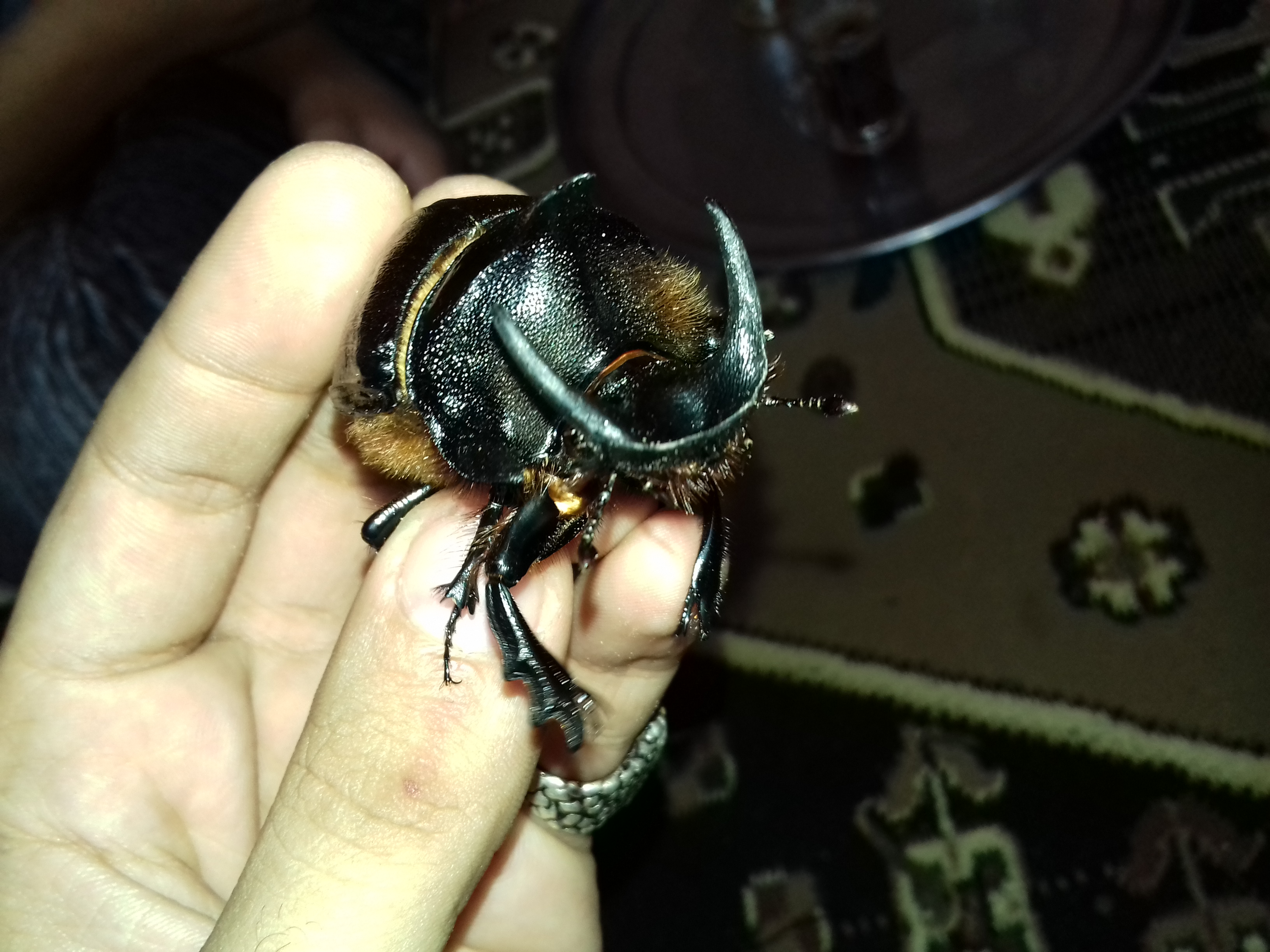

## الوصف
يعتبر الجعل المقدس مماثلاً لأفراد جنسه حيث يوجد لديه ستة أقدام لكن شكل الاقدام الأمامية مختلفة عن جنسه لتساعده في صناعة كرات الروث، والاختلاف أيضاً في الأقدام الخلفية حيث يوجد لديه مجموعة من المخالب تساعده علي الحفر و أيضاً تثبيت جسمه.